# Leightonite
La leightonite è un minerale.